# Albert I. z Pietengau
Albert I. z Pietengau (kolem 1215 – 9. prosince 1260/62) byl mezi lety 1246 a 1259 řezenským biskupem.

## Život
Albert I. z Pietengau se narodil jako syn hraběte Gottfrieda ze Sigmaringen a z Helfensteinu a jeho manželky Adhelheidy z Neuffen. Albert měl bratry hraběte Gebharda z Sigmaringen-Pietengau a Bertholda z Pietengau, který se roku 1250 stal pasovským biskupem.
Albert nejprve působil jako halberstadtský kanovník. V roce 1246 po smrti řezenského biskupa Siegfrieda nastoupil díky iniciativě papežského legáta Filipa z Ferrary na řezenský biskupský stolec. Udržoval dobré vztahy s českým králem a rakouským vévodou Přemyslem Otakarem II. i papežskou kurií, které pomáhal realizovat opatření proti bavorskému vévodovi Otovi II. Albert po celé své působení ve funkci řezenského biskupa soupeřil s císařským městem Řeznem a bavorskými vévody. Poté, co se bavorský vévoda Ludvík Přísný smířil s řezenskými měšťany, situace se pro Alberta stala neudržitelnou. Roku 1259 byl proto donucen na svůj post rezignovat a spokojit se několika beneficii v diecézi. Následně se uchýlil do cisterciáckého kláštera Sittichenbachu poblíž Querfurtu, kde mezi lety 1260 a 1262 zemřel.